# Бобров, Евгений Александрович (философ)
Евге́ний Алекса́ндрович Бобро́в (24 января [5 февраля] 1867, Рига — 12 марта 1933, Ростов-на-Дону) — русский религиозный философ, историк философии и литературы, педагог. Ученик Густава Тейхмюллера, представитель Юрьевской философской школы. Свою философскую доктрину называл «критическим индивидуализмом».

## Биография
Происходил из семьи, несколько поколений которой были потомственными иконописцами. Его отец стал землемером. 
Окончил с золотой медалью Екатеринбургскую гимназию, затем учился в Казанском, а потом (с 1885) в Дерптском университете, который закончил по философскому и историко-филологическому отделениям. В Дерптском университете слушал лекции профессора Г. Тейхмюллера, ставшего его главным учителем; собственное учение Боброва представляет собой лишь развитие его идей. В 1889 году Бобров под руководством П. А. Висковатова защитил диссертацию на степень кандидата русской словесности о творчестве Д. В. Веневитинова; в 1890 году стал кандидатом философии за диссертацию «Beitrage zur personalistischen Gezellshaftslehre/ Speculative Forlesungen» («К персоналистическомуучению об обществе. Спекулятивное прочтение») и членом Московского психологического общества. 
С 1893 года он был доцентом по кафедре философии Юрьевского университета, защитив диссертацию «Искусство и нравственность»; в 1895 защитил магистерскую диссертацию «Отношение искусства к науке и нравственности», получив ещё и место преподавателя на кафедре всеобщей литературы. С 1896 года был профессором философии в Казанском, а с 1903 — в Варшавском университете. В 1915 году, в ходе эвакуации Варшавского университета, переселился в Ростов-на-Дону; с 1917 года был заслуженным профессором философии в Донском, а затем Северо-Кавказском университете. Скончался от сердечной недостаточности в Ростове-на-Дону 12 марта 1933 года.

## Учение
Философское учение Боброва наиболее подробно изложено в его трудах «О самосознании» (1898), «О понятии бытия» (1898), «Из истории критического индивидуализма» (1898) и в фундаментальном труде «Бытие индивидуальное и бытие координальное» (1900).
В своём учении Бобров исходил из представления о философии как критическом мышлении. С древнейших времён целью философии было преодоление наивного мировоззрения, приписывающего подлинную реальность чувственному миру. В этой связи уже античные философы выработали два различных учения: материализм, видящий подлинную реальность в атомах, и идеализм (универсализм), видящий её в общих понятиях или идеях (универсалиях). Однако на верный путь философия вступила только в эпоху Декарта, впервые указавшего на самосознание мыслящего «я», как на источник достоверного знания. Декарт был основателем третьего, истинного направления в философии, которое Бобров назвал «критическим индивидуализмом». По мнению Декарта, можно сомневаться во всех вещах, но нельзя усомниться в существовании самого мыслящего «я», сомневающегося и сознающего факт своих сомнений. Таким образом, бытие нашего «я» есть первейшая и достовернейшая истина, которая не нуждается в доказательствах, ибо оно дано нам в непосредственном сознании.
Из этой первой истины выводятся и другие. Так как мы знаем, что не являемся авторами всех состояний своей души, то должны признать и существование внешнего, транссубъективного мира, воздействующего на наше сознание. Этот внешний мир мы представляем по аналогии с нашим «я», перенося на него понятие о собственной душевной субстанции. Деятельности души, создающие представление о внешнем мире, суть аналогия, проецирование и субстанцирование. Внешний мир есть феномен или призрак, за которым, как за символом, скрываются действительные существа, взаимодействующие с нашей душой. Существа, составляющие мир, суть индивиды, поэтому и учение Боброва называется индивидуализмом. Ошибка других философских систем состоит в том, что они отрицают подлинную реальность за индивидуальным человеческим «я». Так, материализм отождествляет «я» с телом, состоящим из множества атомов, позитивизм сводит его к последовательности душевных явлений, а кантовский критицизм приписывает реальность не индивидуальному «я», а некоему «трансцендентальному сознанию». Между тем подлинно сущим является именно индивидуальное, эмпирическое «я», данное нам в элементарном самосознании.
В учении о бытии Бобров развивал идеи Тейхмюллера о трёх родах бытия. Три рода бытия суть: бытие идейное, бытие реальное, или действительное, и бытие субстанциональное. Идейное бытие принадлежит содержаниям нашего сознания, реальное — актам этого сознания, а субстанциональное — самому сознанию, или нашему «я», связывающему воедино свои акты и их содержания. Все три рода бытия даны нам в непосредственном сознании; но главным из них и основой двух других является бытие субстанциональное. К этим трём родам бытия Бобров добавил четвёртый — бытие соотносительное, или координальное. Координация есть закон, господствующий в мире, в душе и в мысли. Космическая координация связывает между собой отдельные существа, психическая — отдельные акты души, а логическая — отдельные элементы сознания. Без координации нет ни мысли, ни личности, ни вселенной. Координация несводима ни к одному из трёх родов бытия, следовательно, она составляет особый, четвёртый род, который связывает три другие воедино.